# نورمان زد. ماكليود
نورمان زد. ماكليود (بالإنجليزية: Norman Zenos McLeod)‏ هو كاتب سيناريو ومخرج أمريكي، ولد في 20 سبتمبر 1898 في ميشيغان في الولايات المتحدة، وتوفي في 27 يناير 1964 في هوليوود في الولايات المتحدة بسبب سكتة.

## وصلات خارجية
- نورمان زد. ماكليود على موقع IMDb (الإنجليزية)
- نورمان زد. ماكليود على موقع الموسوعة البريطانية (الإنجليزية)
- نورمان زد. ماكليود على موقع روتن توميتوز (الإنجليزية)
- نورمان زد. ماكليود على موقع ألو سيني (الفرنسية)
- نورمان زد. ماكليود على موقع تيرنر كلاسيك موفيز (الإنجليزية)
- نورمان زد. ماكليود على موقع تيرنر كلاسيك موفيز (الإنجليزية)
- نورمان زد. ماكليود على موقع أول موفي (الإنجليزية)
- نورمان زد. ماكليود على موقع قاعدة بيانات الأفلام السويدية (السويدية)
- نورمان زد. ماكليود على موقع إن إن دي بي (الإنجليزية)
- نورمان زد. ماكليود على موقع قاعدة بيانات الفيلم (الإنجليزية)